# Scythris braschiella
Scythris braschiella is een vlinder uit de familie dikkopmotten (Scythrididae). De wetenschappelijke naam is voor het eerst geldig gepubliceerd in 1897 door O. Hofmann.
De soort komt voor in Europa.